# 11942 Guettard
11942 Guettard eller 1993 NV är en asteroid i huvudbältet som upptäcktes den 12 juli 1993 av den belgiske astronomen Eric W. Elst vid La Silla-observatoriet. Den är uppkallad efter fransmannen Jean-Étienne Guettard.
Asteroiden har en diameter på ungefär 4 kilometer.